# Maniola schmidti
Maniola schmidti är en fjärilsart som beskrevs av Bang-haas 1927. Maniola schmidti ingår i släktet Maniola och familjen praktfjärilar. Inga underarter finns listade i Catalogue of Life.